# Ндлову, Сизве
Сизве Лоуренс Ндлову (англ. Sizwe Lawrence Ndlovu; 24 сентября 1980 года, Йоханнесбург, ЮАР) — южноафриканский спортсмен, олимпийский чемпион 2012 года по академической гребле (четвёрки, легкий вес). Первый в истории темнокожий гребец, завоевавший золотую медаль на Олимпийских играх.

## Биография
Родился в Йоханнесбурге в полигамной семье, был младшим из семи детей. Поскольку его мать (умерла в 2008 году), работавшая помощницей по хозяйству, и отец, работавший таксистом (умер в 2007 году), не могли уделять ему достаточно внимания, с шести лет воспитывался бабушкой и дедушкой со стороны матери в Фолксрюсе, затем переехал в Ньюкасл к дедушке и бабушке со стороны отца. Вернулся в Йоханнесбург в 1995 году, чтобы окончить школу. Посещал Мондеорскую среднюю школу, где в 1997 году и начал заниматься академической греблей под руководством Тома Прайса. Чтобы помочь матери оплатить своё обучение, разносил газеты на юге Йоханнесбурга, однако впоследствии смог сконцентрироваться на занятиях греблей благодаря помощи тренера.
Помимо академической гребли, занимался также бегом на 800 и 1500 метров, регби, футболом, кросс-кантри и водным поло.
В декабре 2014 года вошел в состав комиссии спортсменов Международной федерации гребного спорта.
В 2017 году был награждён Серебряным орденом Ихаманги за выдающийся вклад в области водного спорта и завоевание золотой медали для ЮАР на Олимпийских играх 2012 года в Лондоне.